# Les Spectres d'Atlantis
Les Spectres d'Atlantis est un roman de la série Bob Morane, écrit par Henri Vernes et paru en 1971.

## Résumé
Ressemblant comme un frère jumeau à Tanith, prince d'Atlantis, Bob est libéré de sa geôle par un séisme qui le laisse indemne, et se débarrasse du Grand Dagon, puissant démon des profondeurs, en l'attirant dans un piège.